# Tølløse Slots Efterskole
Tølløse Slots Efterskole er en dansk efterskole beliggende på Tølløse Slot i landsbyen Gammel Tølløse ved Tølløse i Nordvestsjælland.
Skolens grundlag er at være alment dannende. Den tilbyder linjer indenfor idræt, teater, medie, musik og Personlig Udvikling.
Skolen har (2007/2008) 165 elever og 28 ansatte, deraf 17 lærere.